# Малий Рудник
Малий Рудник (пол. Mały Rudnik, нім. before 1875: Königlich Ruda, 1875-1945: Adamsdorf) — село в Польщі, у гміні Ґрудзьондз Ґрудзьондзького повіту Куявсько-Поморського воєводства.
Населення — 652 особи (2011).
У 1975-1998 роках село належало до Торунського воєводства.

## Демографія
Демографічна структура станом на 31 березня 2011 року:
|          | Загалом | Допрацездатний вік | Працездатний вік | Постпрацездатний вік |
| -------- | ------- | ------------------ | ---------------- | -------------------- |
| Чоловіки | 328     | 78                 | 227              | 23                   |
| Жінки    | 324     | 77                 | 188              | 59                   |
| Разом    | 652     | 155                | 415              | 82                   |